# Aero Vodochody
Pour les articles homonymes, voir Aero.
Aero Vodochody (abrégé : Aero) est une entreprise de construction aéronautique et automobile tchèque fondée en 1919.

## Premier constructeur aéronautique tchèque

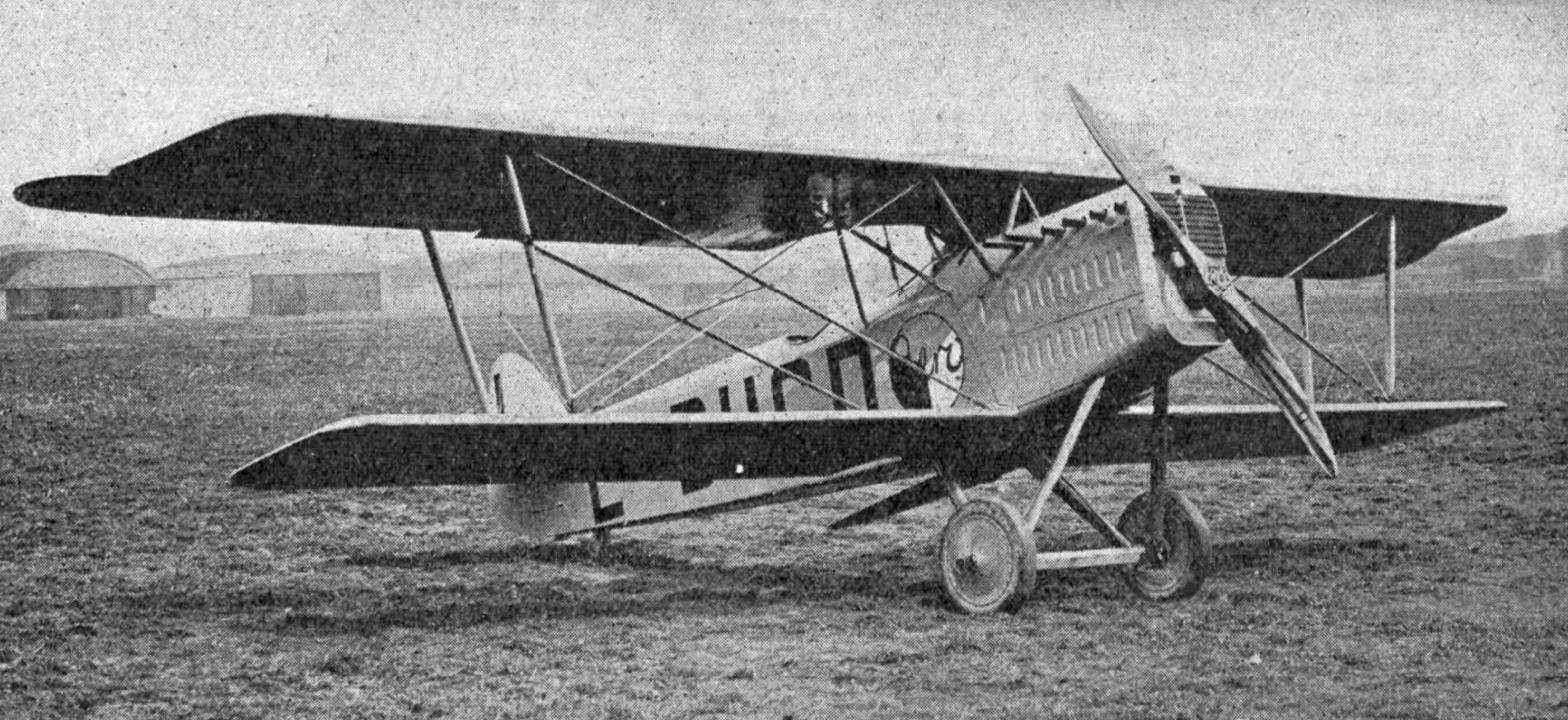
Un Aero A.11 (photo publiée dans le journal L'Aéronautique en octobre 1926).

Aero, továrna letadel Dr. Kabeš fut créé le 25 février 1919 à Prague-Holešovice par le Dr Vladimir Kabeš, précédant donc de quelques semaines la création de l’entreprise d’État Letov et une autre entreprise tchèque, Avia. À l’origine il s’agissait de réparer les appareils d’importation en service dans la nouvelle république indépendante de Tchécoslovaquie, mais dès 1919 la conception d’appareils débuta avec l’Aero Ae 01, un biplan biplace d’école très largement inspiré du Hansa-Brandenburg B.I. Cet appareil fut par la suite produit en série comme Aero A.14, A.15 et A.26. Suivra en 1920 une réalisation originale, l’Aero Ae 02. Ce chasseur biplan ne fut pas construit en série. Dès 1921 volait un avion de transport commercial, l’Aero A.8, dont le dérivé A.10 fut produit en série. En 1922, pour aider financièrement le constructeur, l’État tchèque fit produire sous licence par Aero une série de Letov S-2.
À partir de 1923 l’entreprise se trouva installée dans une nouvelle usine, à Prague-Vysočany. C’est dans cette nouvelle usine que furent développés les biplans biplaces de reconnaissance et  bombardement Aero A.11 et d’école  A.12. Près de 40 modèles différents furent réalisés jusqu’en 1938, y compris des appareils civils comme le de Havilland DH.50 construit sous licence ou l’Aero A.38 en 1929. Aero fut le premier constructeur aéronautique tchèque à réaliser une aile cantilever en bois et un train d’atterrissage escamotable. En 1935 fut achetée en France une licence de production du Bloch MB.200, ouvrant la voie à la construction métallique. Enfin en 1938 fut lancée la production sous licence du SB-2 russe sous la désignation Aero B-71.

## Voitures Aero
Outre des avions, Aero a construit des véhicules automobiles à partir de 1929. Les premiers modèles étaient équipés de moteurs deux temps, un monocylindre de 500 cm3 (10 ch) puis des bicylindres de 662 cm3 (18 ch) et 1 000 cm3 (24 ch). Les modèles les plus connus sont les voitures de sport Aero 30 de 1934 et Aero 50 de 1936. Deux modèles furent conçus durant la guerre en prévision de l’après-guerre, mais à partir du printemps 1945 Aero, nationalisée, se recentra sur la construction aéronautique. La firme Jawa a poursuivi la production des voitures « Aero » jusqu’en 1951.

## Années de guerre
Après l’annexion de la Tchécoslovaquie en 1939, l’usine Aero devait travailler comme sous-traitant pour l’industrie allemande, réalisant des fuselages pour Focke-Wulf. Elle a surtout produit des Siebel Si 204, mais également une petite série de Tupolev SB-2 (Aero B-71) dont une licence de production avait été obtenue par le gouvernement tchèque en 1938. Le bimoteur Siebel, devenu Aero C-3 après la guerre, fut produit jusqu’en 1949 pour les besoins de l'aviation militaire tchèque, tout comme le Bucker Bu-131 Jungmann (Aero C-4/C-104).

## Après-guerre

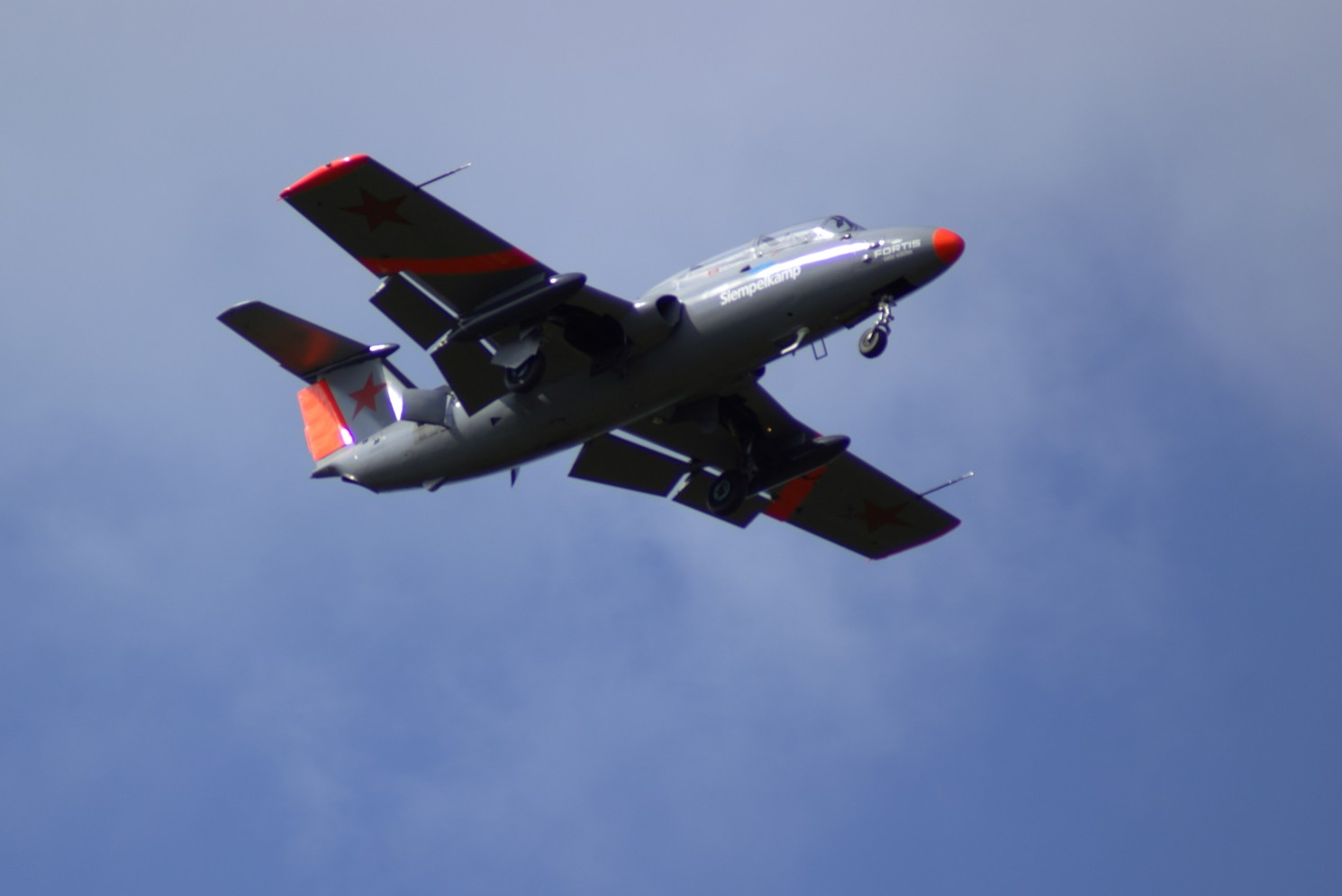
Un Aero L-29 Delfin en vol (2009).

En 1947, Aero a produit un bimoteur léger entièrement métallique, l’Aero 45. En 1953 l’entreprise déménagea à nouveau pour s’installer à Vodochody. De cette usine devaient sortir à partir de 1954 des MiG-15 (3405 construits entre 1954 et 1962), des MiG-19 (103 entre 1958 et 1962) et des MiG-21 (194 construits entre 1962 et 1972), mais aussi des productions nationales. L’expérience acquise avec la fabrication des MiG-15 devait conduire Aero à développer à nouveau des appareils d’entraînement, à réaction cette fois. Dès 1959 débutaient les essais de l’Aero L-29 Delfin qui fut choisi au cours de l’été 1961 comme avion d’entraînement standard par les membres du Pacte de Varsovie. Cet appareil produit à 1943 exemplaires participa aussi activement à la guerre civile au Nigeria en 1967, et en décembre 1998, durant l’opération « Renard du Désert », les troupes américaines découvrirent en Irak un hangar dans lequel on transformait des L-29 en drones. L’Aero L-39 Albatros, apparu en 1968, était le successeur naturel du L-29 et plus de 2900 ont été livrés. La succession de ces appareils devait être assurée par le L-159 ALCA (Advanced Light Combat Aircraft).

## Après-socialisme
Les ventes d'avions militaires chutant sensiblement au début des années 1990 et le marché OTAN semblant verrouillé, Aero a signé en 1997 des accords avec AIDC (Taïwan) pour le développement du Ae 270 Ibis, dont le prototype a effectué son premier vol en 2000, et en 1998 est devenu un partenaire privilégié de Boeing. À ce titre l’usine de Vodochody produit des éléments de portes de Boeing 757 ou des éléments de F-18 Hornet. Mais la prise de contrôle par Boeing a eu des effets pervers : l'Aero L-159 ALCA devenait un concurrent gênant pour le BAe Hawk produit sous licence par McDonnell Douglas pour l'US Navy.
En 2000 a également débuté chez Aero la production d’hélicoptères Sikorsky S-76C+, aux termes d'un curieux contrat faisant perdre à l'usine de Vodochody (si les chiffres publiés par la presse tchèque sont exacts) 21 millions de Couronnes tchèques par hélicoptère produit. Contrat révisé par le gouvernement tchèque après rachat des parts détenues par Boeing pour 1 Couronne symbolique.

## Nouvelle privatisation
Fin octobre 2006 Aero Vodochody a été vendu pour 3 milliards de Couronnes au groupe financier Penta, qui a l'ambition de replacer l'entreprise dans le peloton de tête des constructeurs aéronautiques mondiaux. La piste de Vodochody, proche de Prague, devrait également être modernisée pour permettre la création d'un terminal international dédié aux compagnies à bas prix et vols charters desservant la capitale.

## Modèles d'aéroplanes

### Production avant-guerre
- Aero Ae 01
- Aero Ae 02
- Aero Ae 03
- Aero Ae 04
- Aero A.10
- Aero A.11
- Aero A.12
- Aero A.14
- Aero A.17
- Aero A.18
- Aero A.19
- Aero A.20
- Aero A.21
- Aero A.22
- Aero A.23
- Aero A.24
- Aero A.25
- Aero A.26
- Aero A.27
- Aero A.29
- Aero A.30
- Aero A.32
- Aero A.34
- Aero A.35
- Aero A.38
- Aero A.42
- Aero A.46
- Aero A.100
- Aero A.101
- Aero A.102
- Aero A.104
- Aero A.200
- Aero MB.200 (Bloch MB.200)
- Aero A.204
- Aero A.300
- Aero A.304

### Production après guerre
- Aero Ae-45
- Aero Ae-145
- Aero L-60 Brigadýr
- Aero L-29 Delfin
- Aero L-39 Albatros
- Aero L-59 Super Albatros
- Aero L-159 Alca

Sous traitant pour l'avion Bombardier c-séries.